# Pfarrkirche Rettenegg

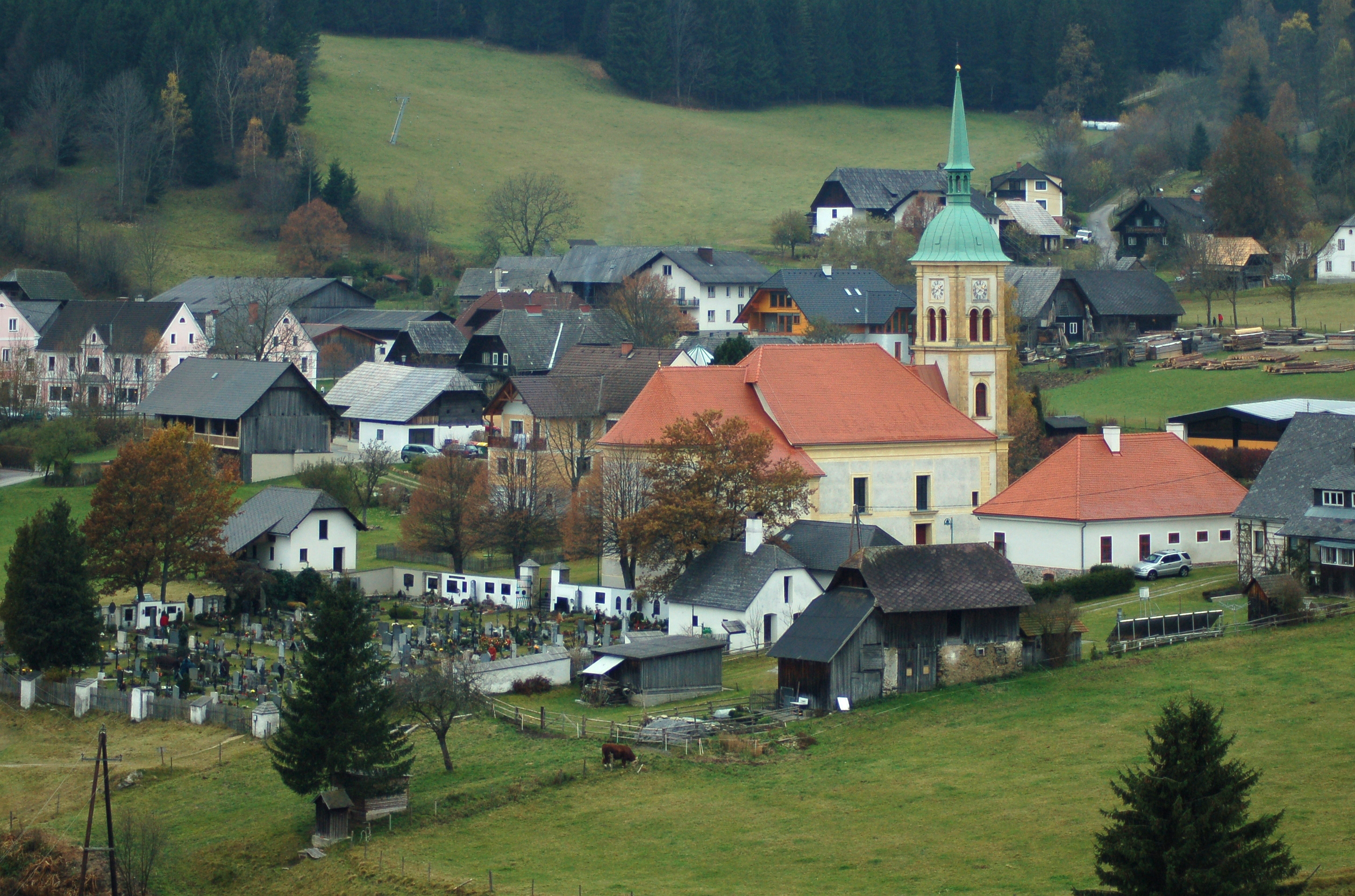
Katholische Pfarrkirche hl. Florian in Rettenegg

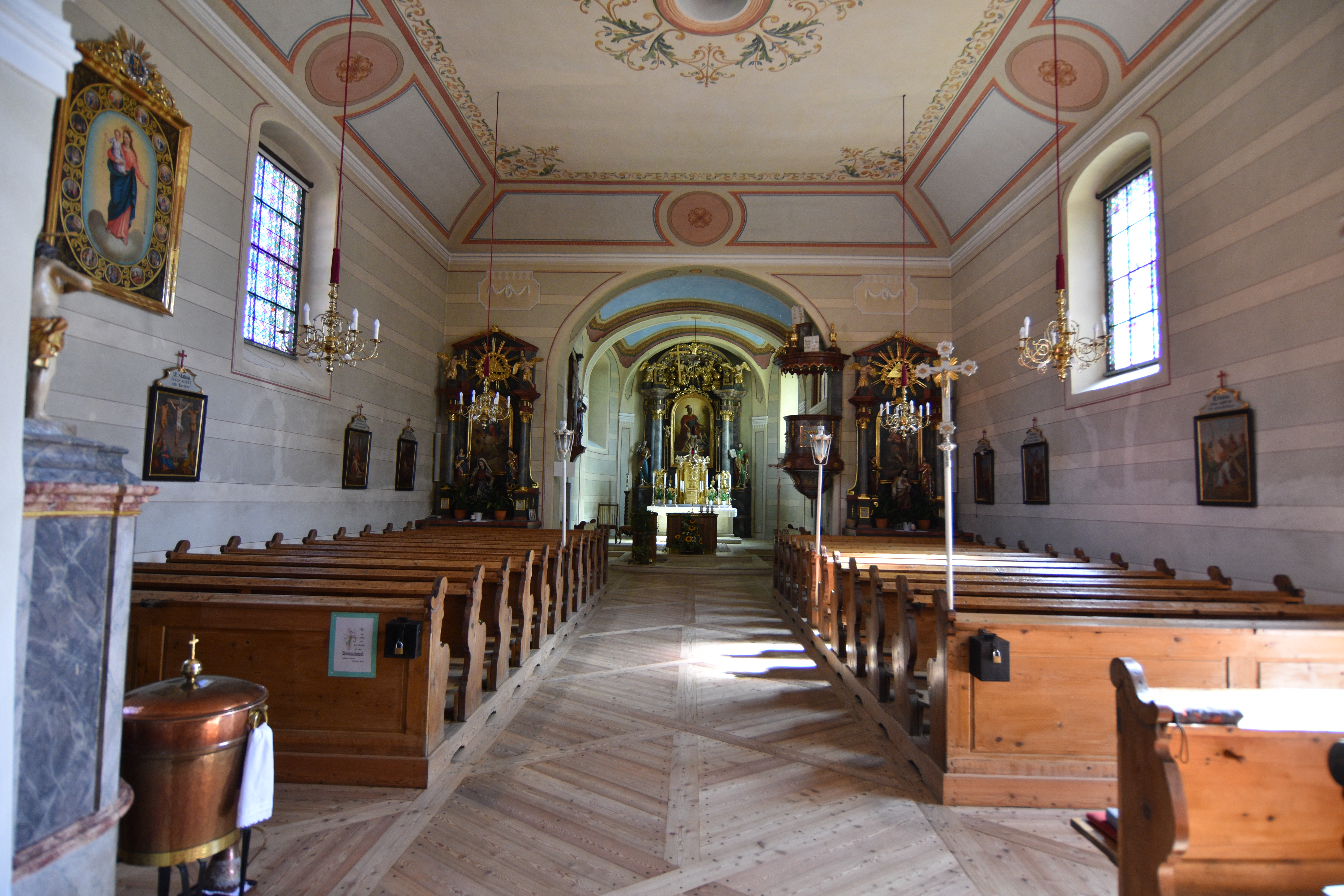
Langhaus, Blick zum Chor

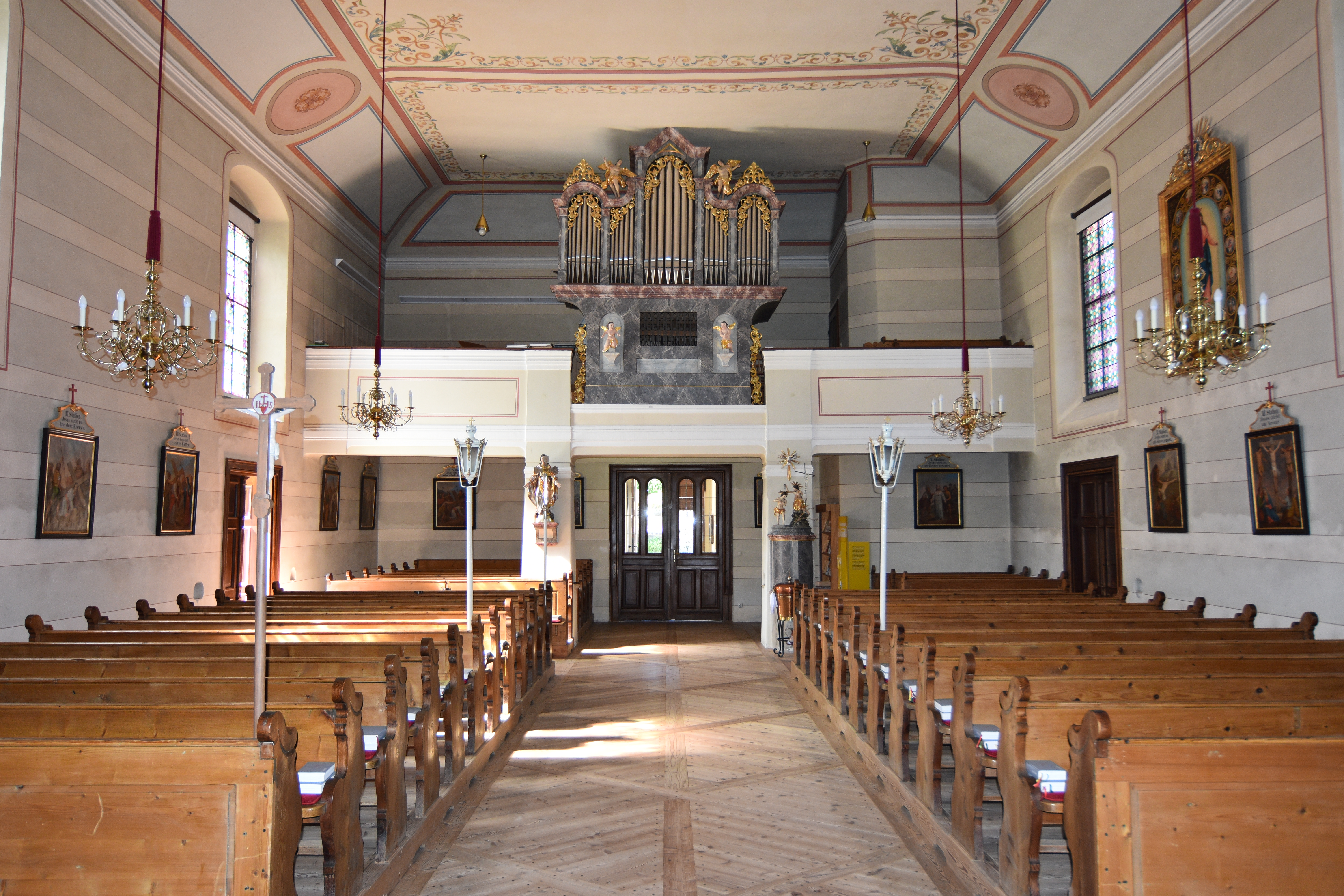
Langhaus, Blick zur Orgelempore

Die Pfarrkirche Rettenegg steht in der Gemeinde Rettenegg im Bezirk Weiz in der Steiermark. Die dem Patrozinium hl. Florian von Lorch unterstellte römisch-katholische Pfarrkirche gehört zum Dekanat Birkfeld in der Diözese Graz-Seckau. Die Kirche steht unter Denkmalschutz (Listeneintrag).

## Geschichte
Der Bau der Kirche wurde 1807 begonnen und nach einer Unterbrechung 1833 vollendet. Der Westturm wurde durch den Architekten Hans Pascher 1897 erbaut.

## Architektur
Das Kircheninnere zeigt ein Langhaus unter einem Spiegelgewölbe, der eingezogene einjochige Chor hat einen halbrunden Schluss.

## Ausstattung
Die Einrichtung entstand überwiegend im späten 19. Jahrhundert. Der Hochaltar zeigt das Bild hl. Florian vom Maler J. Prank 1869. Die zwei Seitenaltäre zeigen Bilder vom Maler Simon Pregatter 1835.
Die Orgel baute Friedrich Werner 1869.